# NGC 1965
NGC 1965 (другое обозначение — ESO 56-SC123) — эмиссионная туманность с рассеянным скоплением в созвездии Золотая Рыба.
Входит в комплекс гигантской туманности N144, состоящей из объектов NGC 1962, NGC 1965, NGC 1966 и NGC 1970, которая окружает скопление очень молодых голубых звёзд, от которых исходит звёздный ветер.
Этот объект входит в число перечисленных в оригинальной редакции «Нового общего каталога».